# Pristimantis thectopternus
Pristimantis thectopternus es una especie de anfibio anuro de la familia Craugastoridae. Es una especie simpátrica, es decir que su evolución como nueva especie ocurrió sin que hubiese una barrera geográfica entre los miembros de una especie.

## Distribución
Esta especie es endémica de Colombia, distribuida en una amplia proporción del país. Habita entre los 1800 y 2600 m de altitud:
- en la Cordillera Occidental en los departamentos de Cauca y Antioquia;
- en la cordillera Central en los departamentos de Valle del Cauca y Caldas.[6]

Además en los departamentos de Córdoba, Risaralda, Quindío, Cauca y Nariño, concentrándose en el Quindío, Valle del cauca y Caldas, en elevaciones  moderadas de 750 a 2540 m. 
También se puede llegar a encontrar en Honduras, Ecuador, Bolivia, Perú, La amazonia, las Guayanas, Trinidad y Tobago. Se puede encontrar en arbustos entre 0,3 a 1,7 m de altura a lo largo de carreteras y ríos.

## Descripción
Los machos miden de 24.2 a 35.4 mm y las hembras hasta los 47.0 mm.

## Avistamientos
Desde 2015 ha habido un incremento en los avistamientos de este animal a lo largo de Colombia, siendo Enero el mes en el que se presentan mayores avistamientos.
Algunos de los lugares de avistamiento:
- Valle del cauca: Bajo Anchicayá,Hacienda san pedro, Parque Nacional Natural Farallones de Cali, Vereda del pato, cerca al río Bravo , Lago Calima,vereda La Guayacana,Las Campanas,Carretera Palmira- Potrerillo, Ataco.

- Quindio: Vereda El Roble, Bosque de reserva, Quebrada el diamante

- Risaralda: Parque Nacional Natural Tatamá, Vereda Planes de San Rafael

- Caldas: Jardín Botánico Universidad de Caldas, Ecoparque Los Yarumos, Ecoparque Monteleon[8]

## Alimentación
La Pristimantis thecopterus alimentan de hojarasca, que es es una capa por encima del suelo, la hojarasca es el alimento y hábitat de algunos seres vivos como bacterias, hongos y pequeños invertebrados, este ecosistema en donde algunos animales rompen la hojarasca en trozos más pequeños y los vuelven más fáciles de procesar para bacterias y hongos genera toda una red de aprovechamiento de nutrientes, de la cual la rana completa una cadena trófica de alimentación.

## Publicación original
- Lynch, 1975 : The identity of the frog Eleutherodactylus conspicillatus (Gunther), with descriptions of two related species from northwestern South America (Amphibia, Leptodactylidae). Contributions in Science Los Angeles, vol. 272, p. 1-19[10]